# المالكوها ذو المنقار الأحمر
المالكوها ذو المنقار الأحمر (Zanclostomus javanicus) هو نوع من الوقواق ينتمي إلى فصيلة Cuculidae. يتواجد في بروناي، إندونيسيا، ماليزيا، ميانمار، وتايلاند. موائله الطبيعية هي الغابات الجافة شبه الاستوائية أو الاستوائية.
أدخل الجنس "Zanclostomus" لأول مرة عام 1837 من قبل عالم الطيور الإنجليزي ويليام سوانسون لاستيعاب المالكوها ذو المنقار الأحمر. يجمع اسم الجنس بين الكلمة اليونانية القديمة زانكلون والتي تعني "المنجل" أو "مِخْلَب الحصاد" مع ستوم التي تعني "الفم".

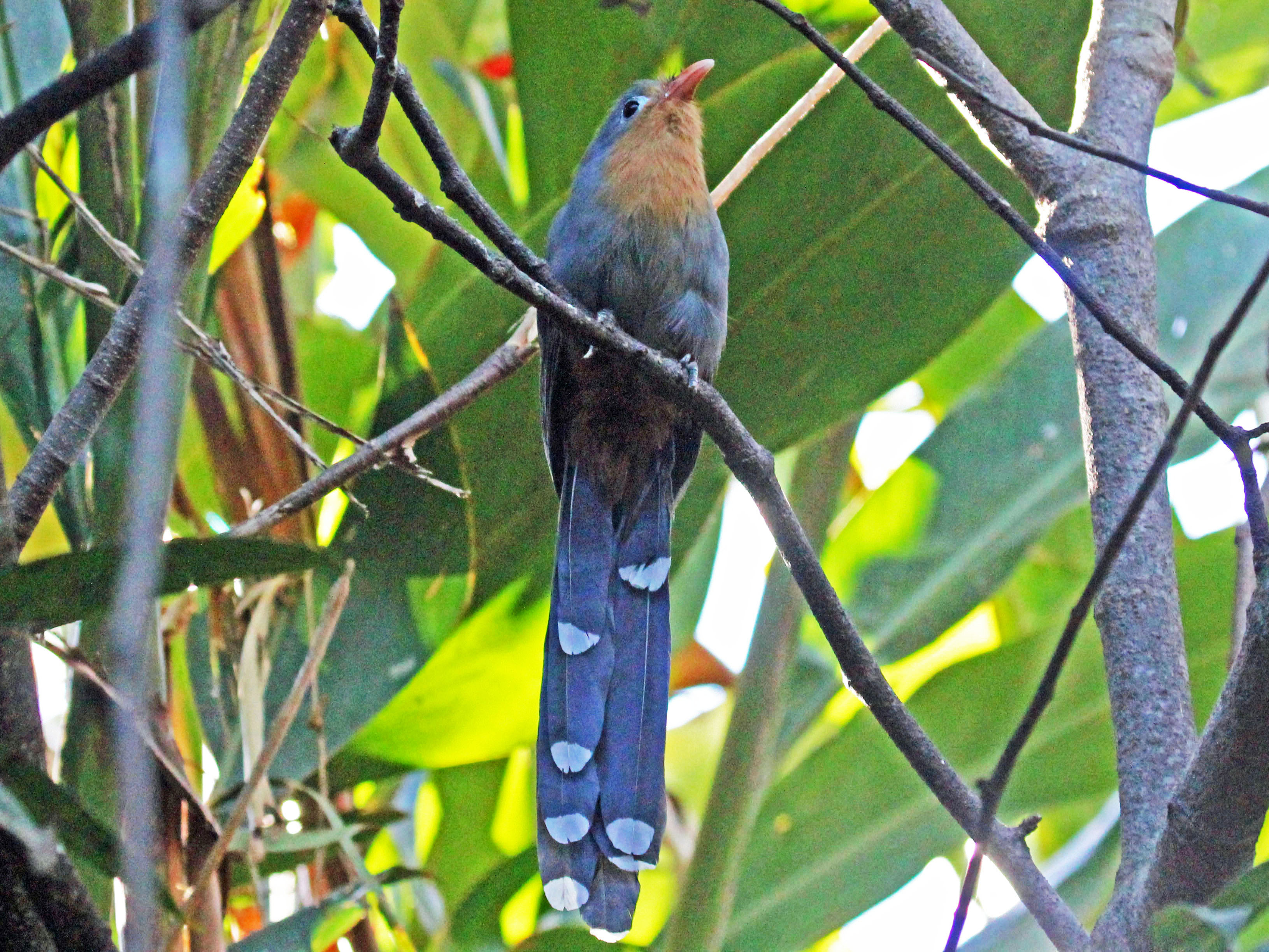
في حديقة حيوانات سان دييغو